# 1942 en aéronautique
Chronologie de l'aéronautique
- 1938
- 1939
- 1940
- 1941
- 1942
- 1943
- 1944
- 1945
- 1946

Cet article présente les faits marquants de l'année 1942 en aéronautique.

## Évènements

### Janvier
- 13 janvier : premier vol de l'hélicoptère Sikorsky R-4.

### Février
- 17 février : premier vol du Douglas DC-4, dont la version militaire est baptisée C-54 Skymaster.

### Mars
- Premier vol de l'autogire embarqué sur sous-marin Focke-Achgelis Fa 330 Bachstelze.
- Premier vol de l'avion de transport à grande capacité allemand Messerschmitt Me 323.
- 20 mars :
  - premier vol du chasseur japonais Mitsubishi J2M ;
  - premiers ballons de l’Opération Outward lâchés par les Britanniques vers l'Allemagne.

### Avril
- 13 avril : première utilisation d’un siège éjectable à air comprimé, construit par la société allemande Henke et utilisé par le commandant d’un chasseur He 280 qui parvient à s’éjecter de l’appareil à plus de 2 000 m d’altitude.
- 18 avril : seize bombardiers B-25 Mitchell décollent du porte-avions USS Hornet pour aller bombarder Tokyo, lors du raid de Doolittle.
- 19 avril : premier vol du chasseur italien Macchi M.C.205 Veltro.

### Mai
- 7 - 8 mai : pour la première fois, lors de la bataille de la mer de Corail, les flottes américaines et japonaises se combattent sans jamais se voir ; seuls les appareils embarqués sur les porte-avions sont en contact avec l'ennemi.
- 26 mai : premier vol du chasseur de nuit américain Northrop P-61 Black Widow.
- 28 mai : première utilisation d’un chasseur de nuit équipé d’un radar, le De Havilland Mosquito MK II.
- 29 mai : mise au point du premier modèle du CA-12 Boomerang, comparable aux appareils japonais pour ses possibilités tactiques. Il a été construit dans l’urgence (5 mois), alors que l’Australie craignait une invasion japonaise.

### Juin
- 3 - 4 juin : la bataille aéronavale de Midway met un point d'arrêt à l'expansion japonaise dans le Pacifique.
- 26 juin : premier vol du prototype du chasseur embarqué Grumman F6F Hellcat.

### Juillet
- 5 juillet : premier vol de l’avion de ligne britannique Avro York.
- 18 juillet : premier vol du chasseur à réaction allemand Messerschmitt Me 262 équipé de moteurs Junkers 109-004A.

### Septembre
- 2 septembre : premier vol du chasseur-bombardier britannique Hawker Tempest, sur lequel s'illustra Pierre Closterman.
- 12 septembre : premier vol de l'avion de tourisme britannique Miles M.38 Messenger.
- 21 septembre : premier vol du bombardier américain Boeing B-29 Superfortress.

### Octobre
- Record de France de durée et d'altitude en planeur biplace par Henri Foucaud et Pierre Decroo, en octobre 1942 avec 11,30 heures en l'air, contre 7 heures précédemment et une altitude de 3 060 mètres contre les 1 800 mètres de l'ancien record[1].16 heures selon J. Noetinger[2]

- 1er octobre : premier vol du chasseur américain à réaction Bell P-59 Airacomet.

### Novembre
- 1er novembre : premier vol du chasseur britannique Westland Welkin.
- Novembre : mise en service du premier chasseur bombardier allemand Focke-Wulf Fw 190F.
- 15 novembre : premier vol du chasseur de nuit allemand Heinkel He 219.

### Décembre
- 24 décembre : premier lancement d’une bombe volante V1 sur la base de l’île de Peenemünde.
- 27 décembre : premier vol du chasseur japonais Kawanishi N1K1-J.